# Revista Nickelodeon
La Revista Nick o Revista Nickelodeon fue una publicación infantil, lanzada por el canal de cable Nickelodeon, que contenía novedades, entrevistas, juegos, cómics, concursos, música, cine, y todo lo relacionado con el canal Nickelodeon. Se distribuyó por primera vez en 1990 dentro de la cadena de pizzerías Pizza Hut, con solo dos ediciones. Retomaría de forma independiente a mediados de 1993 con publicaciones trimestrales; a partir de marzo de 1994 serían bimestrales y mensuales a partir de marzo de 1995. 
La revista Nickelodeon tenía una tirada de un millón de ejemplares, para un público de 6 millones de lectores. Colaboraron muchos autores, como Sam Henderson, James Kochalka, Johnny Ryan, Richard Sala, Craig Thompson, Drew Weing, entre otros.
En junio de 2009, Viacom anunció que la última edición de la Revista Nickelodeon sería publicada a finales de ese año, con el fin de potenciar su sitio web Nick.com. Su última publicación en Estados Unidos fue en diciembre de 2009, al igual que en México, donde era publicada por Editorial Televisa.
El 5 de febrero de 2015, Papercutz anunció que habían llegado a un acuerdo con Nickelodeon para crear una nueva versión de la revista. Su primer número fue en junio de 2015, siendo publicándose hasta 2016.